# 宇宙大爆笑
『宇宙大爆笑』（うちゅうだいばくしょう）は、1968年10月4日から同年12月27日までNET系列局で放送されていたNETテレビ（現・テレビ朝日）製作の演芸番組である。全13回。放送時間は毎週金曜 20:00 - 20:56 （日本標準時）。

## 概要
『テレビ演芸場』→『お笑いグランプリ』と金曜20:00枠で続いた演芸番組シリーズの第3弾で、当時人気のお笑いタレントたちをベテランから若手まで広く招いていた。番組前半にはベストメンバーによるお笑いコーナーを、後半には期待の新人を紹介するコーナーを設けていた。その合間には、レギュラーメンバーの横山ノックが諸々の悩み事に答える「悩めるものよノックせよ」のコーナーもあった。
タイトルは似ているが、番組スタートから2日後に朝日放送（当時TBS系列）が放送を開始した『地球大爆笑』との関連性は特に無い。

## 出演者

### 司会
- 財津一郎
- イーデス・ハンソン

### レギュラー
- 横山ノック

### 主な出演芸人
- 三遊亭歌奴（後の三遊亭圓歌）
- てんぷくトリオ
- Wけんじ
- 晴乃チック・タック
- かしまし娘
- ナンセンストリオ
- ほか

## サブタイトル
サブタイトルは「〜大爆笑」で統一されていた。
| 回 | 放送日 （1968年） | サブタイトル             |
| -- | ----------------- | ------------------------ |
| 1  | 10月4日           | 祝って祝って大爆笑       |
| 2  | 10月11日          | ホップ・ステップで大爆笑 |
| 3  | 10月18日          | 恋して愛して大爆笑       |
| 4  | 10月25日          | 盗んで盗んで大爆笑       |
| 5  | 11月1日           | 名作・新作・大爆笑       |
| 6  | 11月8日           | 私ながらの大爆笑         |
| 7  | 11月15日          | チビッコ集まれ大爆笑     |
| 8  | 11月22日          | 雨ニモ負ケズ大爆笑       |
| 9  | 11月29日          | ？？大爆笑               |
| 10 | 12月6日           | やるぞみておれ大爆笑     |
| 11 | 12月13日          | 昭和元禄大爆笑           |
| 12 | 12月20日          | 飲めや歌えや大爆笑       |
| 13 | 12月27日          | 笑ってたまるか大爆笑     |

参考：朝日新聞のラジオ・テレビ欄